# زاميا مرقشة
زاميا مرقشة (الاسم العلمي: Zamia variegata) هي نوع من النباتات تتبع جنس الزاميا من الفصيلة الزامية.